# グスタフ・リヴィニウス
グスタフ・リヴィニウス（Gustav Rivinius、1965年12月31日 - ）は、ドイツのチェロ奏者。

## 経歴
1965年、ザールラント州ピュットリンゲンで生まれた。6歳の頃からミュンヘンでヘルマン・ディルにチェロを学び、ウルリヒ・フォスとクラウス・カンギーサーの指導も受けた。その後はリューベックでダヴィド・ゲリンガス、ニューヨークのジュリアード音楽院でザラ・ネルソヴァ、バーゼルでハインリヒ・シフの各氏の指導を受けた。
1990年のチャイコフスキー国際コンクールのチェロ部門で優勝。以降、国際的にコンサート活動を行っている。1997年からヴァイオリニストのアニ・カヴァフィアンとヴィオリストのバルバラ・ヴェストファルとでトリオ・ダ・サロを結成している。